# 24750 Ohm
24750 Ohm è un asteroide della fascia principale. Scoperto nel 1992, presenta un'orbita caratterizzata da un semiasse maggiore pari a 2,8362529 UA e da un'eccentricità di 0,0623681, inclinata di 1,74608° rispetto all'eclittica.